# Janvry (Essonne)
Pour les articles homonymes, voir Janvry.
Janvry (prononcé [ ʒɑ̃vʁi] ) est une commune française située à vingt-huit kilomètres au sud-ouest de Paris dans le département de l’Essonne en région Île-de-France.
Petit village du Hurepoix, intégré au parc naturel régional de la Haute Vallée de Chevreuse, Janvry est réputé localement pour les activités du comité des fêtes, dont le fameux Marché de Noël, la plage et la piste de ski, pour son château inscrit aux monuments historiques, demeure privée ouverte à la chasse et pour le vaste golf de Marivaux.
Ses habitants sont appelés les Janvryssois.

## Géographie

### Description

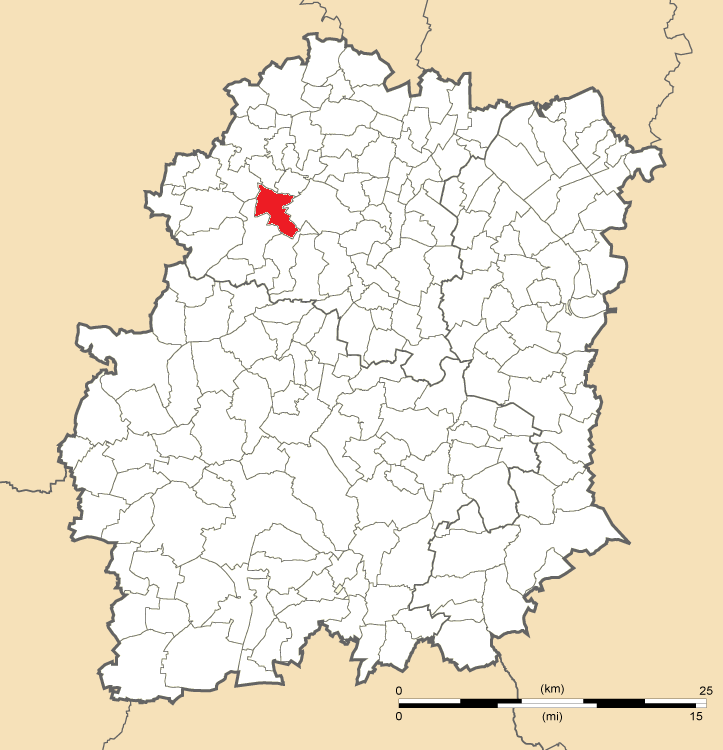
Position de Janvry en Essonne.

Janvry est située au nord-ouest du département de l’Essonne, dans l’ancien pays, aujourd’hui devenu la région naturelle du Hurepoix.
La commune occupe un territoire de huit cent vingt-quatre hectares.
L’institut national de l'information géographique et forestière attribue les coordonnées géographiques 48°38’53" Nord et 02°09’15" Est au point central de ce territoire.
Janvry est située à vingt-huit kilomètres au sud-ouest de Paris-Notre-Dame, point zéro des routes de France, vingt-et-un kilomètres à l’ouest d’Évry, dix kilomètres au sud-ouest de Palaiseau, neuf kilomètres à l’ouest de Montlhéry, dix kilomètres au nord-ouest d’Arpajon, dix-sept kilomètres au nord-est de Dourdan, vingt-trois kilomètres au nord-ouest de La Ferté-Alais, vingt-quatre kilomètres au nord-ouest de Corbeil-Essonnes, vingt-quatre kilomètres au nord d’Étampes, trente-six kilomètres au nord-ouest de Milly-la-Forêt. Elle est par ailleurs située à cent quarante-deux kilomètres au sud-ouest de Janvry dans la Marne.

### Communes limitrophes
La commune de Janvry est séparée de Gometz-le-Châtel au nord par le cours de la rivière la Salmouille, au nord-est se trouve le village de Saint-Jean-de-Beauregard, à l’est passe à travers la plaine du Déluge la frontière avec Marcoussis, au sud-est et au sud se trouve Fontenay-lès-Briis. Au sud-ouest et à l’ouest, la route d’Invilliers matérialise une partie de la frontière avec Briis-sous-Forges et au nord-ouest la route de Janvry matérialise en partie la frontière avec Gometz-la-Ville.

### Relief et géologie
Le territoire communal est installé sur le plateau sud du Hurepoix, dominant la vallée de la Salmouille. Il s’étage entre une altitude minimale de cent treize mètres au nord-ouest à proximité du lit de la rivière et une altitude maximale de cent soixante-douze mètres au sud à proximité du lieu-dit Mulleron, où se trouve un repère géodésique. Un autre repère se trouve en bordure de la voie ferrée à une altitude approximative de cent cinquante-deux mètres. Le sous-sol, caractéristique du Bassin parisien, est constitué de couches successives de sable, d’argile, de marne et de calcaire.

### Hydrographie
Le territoire de la commune de Janvry est traversé au nord par le cours de la rivière la Salmouille, qui marque la frontière avec Gometz-le-Châtel et accueille la source de la Charmoise au lieu-dit Mulleron. Plusieurs mares sont réparties au lieu-dit Marivaux dont la mare de la Tournelle, dans le bois de Montmarre et au lieu-dit La Brosse. Le château communal est partiellement entouré de douves dont la moitié sud est inondée.

### Climat
Pour des articles plus généraux, voir Climat de l'Île-de-France et Climat de l'Essonne.
En 2010, le climat de la commune est de type climat océanique dégradé des plaines du Centre et du Nord, selon une étude du CNRS s'appuyant sur une série de données couvrant la période 1971-2000. En 2020, Météo-France publie une typologie des climats de la France métropolitaine dans laquelle la commune est exposée à un climat océanique altéré et est dans la région climatique Sud-ouest du bassin Parisien, caractérisée par une faible pluviométrie, notamment au printemps (120 à 150 mm) et un hiver froid (3,5 °C).
Pour la période 1971-2000, la température annuelle moyenne est de 10,6 °C, avec une amplitude thermique annuelle de 15,2 °C. Le cumul annuel moyen de précipitations est de 676 mm, avec 10,9 jours de précipitations en janvier et 7,6 jours en juillet. Pour la période 1991-2020, la température moyenne annuelle observée sur la station météorologique la plus proche, située sur la commune de Fontenay-lès-Briis à 3 km à vol d'oiseau, est de 11,6 °C et le cumul annuel moyen de précipitations est de 696,0 mm,. Pour l'avenir, les paramètres climatiques de la commune estimés pour 2050 selon différents scénarios d'émission de gaz à effet de serre sont consultables sur un site dédié publié par Météo-France en novembre 2022.
| Mois                                  | jan.           | fév.           | mars           | avril         | mai             | juin          | jui.          | août           | sep.           | oct.          | nov.             | déc.             | année     |
| ------------------------------------- | -------------- | -------------- | -------------- | ------------- | --------------- | ------------- | ------------- | -------------- | -------------- | ------------- | ---------------- | ---------------- | --------- |
| Température minimale moyenne (°C)     | 1,5            | 1,2            | 3,1            | 5             | 8,6             | 11,6          | 13,4          | 13,2           | 10,2           | 7,7           | 4,4              | 2,1              | 6,8       |
| Température moyenne (°C)              | 4,4            | 4,9            | 7,9            | 10,7          | 14,3            | 17,5          | 19,8          | 19,6           | 16             | 12,1          | 7,6              | 4,8              | 11,6      |
| Température maximale moyenne (°C)     | 7,3            | 8,5            | 12,6           | 16,3          | 20,1            | 23,5          | 26,1          | 26             | 21,8           | 16,6          | 10,9             | 7,6              | 16,4      |
| Record de froid (°C) date du record   | −18 17.01.1985 | −13,5 07.02.12 | −10,8 01.03.05 | −6 06.04.21   | −1,5 06.05.19   | 1,1 01.06.06  | 2 02.07.1966  | 3,7 30.08.1964 | 0,5 17.09.1971 | −4,1 21.10.10 | −10,4 24.11.1998 | −16,5 29.12.1964 | −18 1985  |
| Record de chaleur (°C) date du record | 16,5 27.01.03  | 20,7 27.02.19  | 24,9 31.03.21  | 29,2 20.04.18 | 32,5 25.05.1989 | 37,5 21.06.17 | 42,5 25.07.19 | 40,2 12.08.03  | 34,8 15.09.20  | 30 01.10.1985 | 21,5 07.11.15    | 17,3 07.12.00    | 42,5 2019 |
| Précipitations (mm)                   | 54,2           | 48,6           | 50,4           | 47,5          | 69              | 58            | 61,1          | 62,6           | 50,9           | 61,2          | 61,2             | 71,3             | 696       |

### Milieux naturels et biodiversité
Janvry fait partie du parc naturel régional de la Haute Vallée de Chevreuse.
Certaines parties de son territoire sont qualifiés d'espaces naturels sensibles répertoriés par le conseil général : au nord, la vallée boisée de la Salmouille et jusqu’en bordure du village, au sud dans la partie boisée occupée par le golf de Marivaux, ces deux espaces faisant l’objet d’une préemption de la commune.

## Urbanisme

### Typologie
Au 1er janvier 2024, Janvry est catégorisée commune rurale à habitat dispersé, selon la nouvelle grille communale de densité à sept niveaux définie par l'Insee en 2022.
Elle est située hors unité urbaine. Par ailleurs la commune fait partie de l'aire d'attraction de Paris, dont elle est une commune de la couronne,. Cette aire regroupe 1 929 communes,.

### Habitat et logement
En 2019, le nombre total de logements dans la commune était de 272, alors qu'il était de 262 en 2014 et de 254 en 2009.
Parmi ces logements, 91,5 % étaient des résidences principales, 0,4 % des résidences secondaires et 8,1 % des logements vacants. Ces logements étaient pour 90,4 % d'entre eux des maisons individuelles et pour 8,5 % des appartements.
Le tableau ci-dessous présente la typologie des logements à Janvry en 2019 en comparaison avec celle de l'Essonne et de la France entière. Une caractéristique marquante du parc de logements est ainsi une proportion de résidences secondaires et logements occasionnels (0,4 %) inférieure à celle du département (1,7 %) mais supérieure à celle de la France entière (9,7 %). Concernant le statut d'occupation de ces logements, 82,7 % des habitants de la commune sont propriétaires de leur logement (81,2 % en 2014), contre 58,7 % pour l'Essonne et 57,5 pour la France entière.
| Typologie                                               | Janvry | Essonne | France entière |
| ------------------------------------------------------- | ------ | ------- | -------------- |
| Résidences principales (en %)                           | 91,5   | 91,7    | 82,1           |
| Résidences secondaires et logements occasionnels (en %) | 0,4    | 1,7     | 9,7            |
| Logements vacants (en %)                                | 8,1    | 6,6     | 8,2            |

En 2010, aucun logement à caractère HLM n’était implanté dans la commune, la commune n’étant cependant pas obligée par la loi relative à la solidarité et au renouvellement urbains de disposer s'un tel parc de logements].

### Lieux-dits, écarts et quartiers
| Type d’occupation           | Pourcentage | Superficie (en hectares) |
| --------------------------- | ----------- | ------------------------ |
| Espace urbain construit     | 7,2 %       | 60,12                    |
| Espace urbain non construit | 11,8 %      | 98,17                    |
| Espace rural                | 80,9 %      | 672,51                   |
| Source : Iaurif-MOS 2008    |             |                          |

Outre le bourg principal, composé de pavillons et fermes groupés autour du château, de l’église et de l’hôtel de ville, la commune de Janvry est constituée de plusieurs hameaux dont Mulleron à l’extrême sud, pour partie partagé avec la commune voisine de Briis-sous-Forges, Chante-Coq à l’ouest, lui aussi partagé avec cette commune, La Brosse au nord à la frontière avec Gometz-la-Ville, Marivaux à l’est, qui a donné son nom à un terrain de golf. Divers lieux-dits sont répartis sur le territoire avec, du nord au sud, les Terres rouges, les Graviers, Champréau, les Melonnières, le Chemin perdu, Jouvence, le Clos des vignes.

### Transports et déplacements
Le territoire de Janvry est traversé du nord au sud par l’autoroute A10, dotée sur ce territoire d’une aire de repos et de service autoroutière et en parallèle de l’axe routier, par la voie ferrée de la LGV Atlantique, pour partie enterrée sous l’aire de repos.
Le village est au point d’intersection de la route départementale 24 entre Limours et Marcoussis et de la route départementale 40 menant à Gometz-la-Ville.
En 2024, la commune est desservie par la ligne 39.15 du réseau de bus Centre et Sud Yvelines menant à la gare autoroutière de Briis-sous-Forges. Ce réseau assure aussi les transports scolaires avec les lignes 39.28D, 39.29-1 et 39.30D.
Le sentier de grande randonnée de Pays du Hurepoix, qui relie la vallée de la Bièvre, à celle de l’Essonne, via l’Yvette, l’Orge, et la Juine passe par la commune.
La commune est  située à dix-sept kilomètres au sud-ouest de l’aéroport Paris-Orly et cinquante kilomètres au sud-ouest de l’aéroport Paris-Charles-de-Gaulle.
Le nom de la commune est utilisé pour la dénomination d’une aire de repos sur l’autoroute A10, l’aire de Limours—Janvry dans le sens Paris-Province située au point kilométrique 5.

## Toponymie
Genveriæ au XIIIe siècle, Genvries, Genvris, Genverris vers 1100, genvery en 1380, Genvry, Janveriacum en 1473, Januariacum .
L’origine du nom de la commune provient de la présence abondante sur le site de genévrier. La commune fut créée en 1793 sous le nom de Janvris, l’orthographe actuelle fut introduite par le bulletin des lois de 1801.

## Histoire

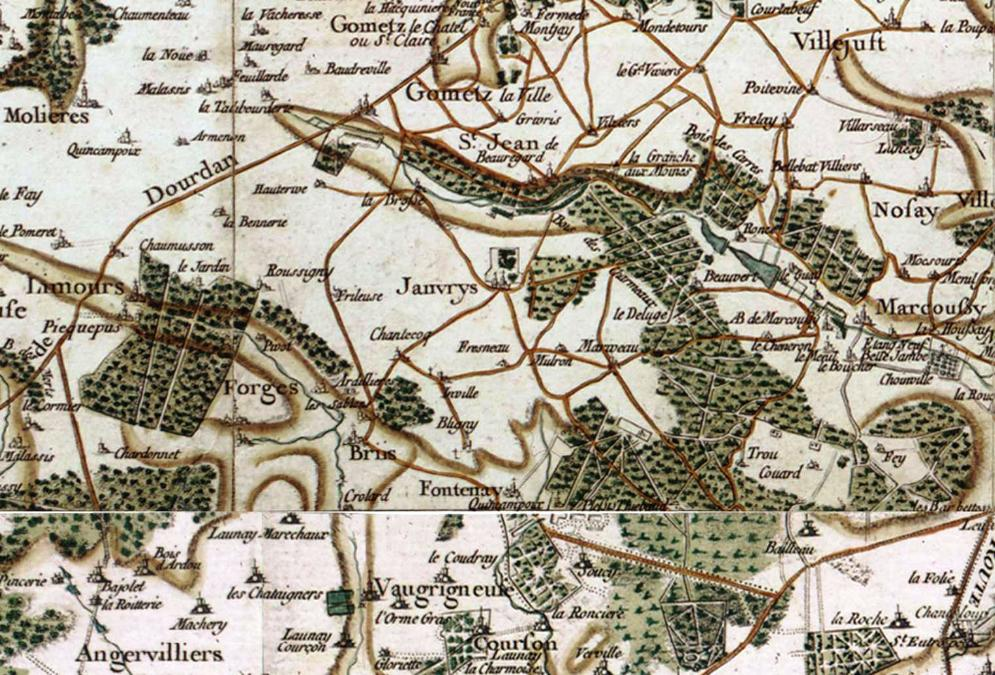
Carte de la région de Janvrys au XVIIe siècle par Cassini.

### Moyen Âge
La première mention du village constitué autour d’une paroisse remonte, comme pour les hameaux de Mulleron et La Brosse, à 1142. Ils constituent alors des fiefs de la châtellenie de Montlhéry sous le règne de Philippe Auguste.
Au XVe siècle, la seigneurie est  successivement propriété de Marguerite de Bruyères puis de Thomas de Voisins, chambellan de harles VI, tous deux vassaux du seigneur de Buc. En 1422, la seigneurie est occupée et revient à David de Brimeu, chambellan du duc de Bourgogne. En 1457, la seigneurie échoit à la famille de la Rochette.

#### Les Hospitaliers
Il existe au XIIIe siècle au lieu-dit Le Déluge une commanderie hospitalière de l’ordre de Saint-Jean de Jérusalem.
Le membre de Marivaux, du ressort de Janvry, appartient aux Hospitaliers de l'ordre de Saint-Jean de Jérusalem qui lui est vendu en 1749 par André Haudry seigneur de Soucy. Il faisait partie de la Commanderie du Déluge.

### Temps modernes
En 1558, la seigneurie est la propriété de la famille de Baillon, qui engage en 1560 la construction d’un logis seigneurial. En 1574 on recense un moulin à vent.
En 1632, la seigneurie est vendue à Charles Bequet de Cormon.
En 1639 est reconstruite l’église Notre-Dame-du-Mont-Carmel. En 1650, le duc d’Orléans, frère de Louis XIII attribue la seigneurie de Janvry, toujours dépendante de Montlhéry, au conseiller au Parlement de Paris Michel Ferrand de Beaufort.
En 1693, le roi Louis XIII ayant acquis le domaine de Versailles dont dépend celui de Buc, la seigneurie de Janvry relevait indirectement du domaine royal. En 1714, le domaine, nouvelle propriété de Gérard Heutsch, est  modifié par la plantation de l’avenue face au château. Il légue le domaine au duc d’Ayen, Louis de Noailles, qui le revend en 1766 à l’écuyer André Haudry.

### Révolution française et Empire
En 1806, lors de la Révolution française, le domaine est cédé à un bourgeois parisien, Claude Anjorrant.
Par mariages et successions, le domaine de Janvry revient à Alexandrine du Cambout, sa fille se mariant avec le baron André Reille, père des actuels propriétaires du château.

### Époque contemporaine
Au XIXe siècle, la commune se dote de puits à eau pour pallier le manque sur le plateau, dont un à Mulleron en 1898, d’une mairie-école en 1869.

## Politique et administration

### Rattachements administratifs et électoraux
Antérieurement à la loi du 10 juillet 1964, la commune faisait partie du département de Seine-et-Oise. La réorganisation de la région parisienne en 1964 fit que la commune appartient désormais au département de l'Essonne et à son arrondissement de Palaiseau, après un transfert administratif effectif au 1er janvier 1968.
Elle faisait partie depuis 1793 du canton de Limours. Dans le cadre du redécoupage cantonal de 2014 en France, la commune est désormais intégrée au canton de Dourdan.
Pour l'élection des députés, la commune fait partie de la quatrième circonscription de l'Essonne.
Les justiciables de la commune dépendent du tribunal d’instance de Palaiseau, du tribunal de grande instance et du tribunal de commerce d’Évry, du conseil de prud’hommes de Longjumeau et de la cour d'appel de Paris

### Intercommunalité
La commune est membre de la communauté de communes du pays de Limours (CCPL), créée en 2001 et qui succédait au district rural du canton de Limours créé le 9 novembre 1964.

### Tendances et résultats politiques
L’analyse des derniers résultats électoraux enregistrés à Janvry montre une certaine tendance au vote à droite, parfois à contre-courant des résultats nationaux, comme en 2002 où les candidats de droite à l’élection présidentielle et à l'élection législative l’emportèrent dans la commune avec respectivement plus de 84 % et plus de 60 % des suffrages, en 2004 lors des élections régionales où la liste UMP de Jean-François Copé arriva en tête dans la commune mais fut battue dans la région Île-de-France, en 2007 où les candidats Nicolas Sarkozy pour la présidentielle et Nathalie Kosciusko-Morizet pour la législative l’emportèrent chacun avec plus de 60 % des voix. En 2008, le maire et conseiller général sortant fut largement réélu, notamment avec près de 80 % des voix dans la commune. En 2010, la candidate UMP pour les élections régionales Valérie Pécresse remporta virtuellement l’élection dans la commune avec plus de 60 % des voix alors que le reste de la région plaçait le candidat socialiste Jean-Paul Huchon en tête. Enfin en 2012 encore, les candidats de droite l’emportèrent auprès des électeurs de Janvry, contrairement au reste du pays.
Élections présidentielles
résultats des deuxièmes tours :
- Élection présidentielle de 2002 : 84,68 % pour Jacques Chirac (RPR), 15,32 % pour Jean-Marie Le Pen (FN), 88,19 % de participation[34].
- Élection présidentielle de 2007 : 61,88 % pour Nicolas Sarkozy (UMP), 38,12 % pour Ségolène Royal (PS), 94,04 % de participation[35].
- Élection présidentielle de 2012 : 62,89 % pour Nicolas Sarkozy (UMP), 37,11 % pour François Hollande (PS), 90,36 % de participation[36].
- Élection présidentielle de 2017 : 69,80 % pour Emmanuel Macron (REM), 30,20 % pour Marine Le Pen (RN), 88,41 % de participation[37].

Élections législatives
Résultats des deuxièmes tours :
- Élections législatives de 2002 : 60,40 % pour Pierre-André Wiltzer (UMP), 39,60 % pour Marianne Louis (PS), 73,80 % de participation[38].
- Élections législatives de 2007 : 68,54 % pour Nathalie Kosciusko-Morizet (UMP), 31,46 % pour Olivier Thomas (PS), 70,06 % de participation[39].
- Élections législatives de 2012 : 69,11 % pour Nathalie Kosciusko-Morizet (UMP), 30,89 % pour Olivier Thomas (PS), 74,94 % de participation[40].
- Élections législatives de 2017 : 58,67 % pour Marie-Pierre Rixain (LREM), 41,33 % pour Agnès Evren (LR), 78,09 % de participation[41].

Élections européennes
résultats des deux meilleurs scores :
- Élections européennes de 2004 : 20,77 % pour Patrick Gaubert (UMP), 19,62 % pour Harlem Désir (PS) et Marielle de Sarnez (UDF), 60,50 % de participation[42].
- Élections européennes de 2009 : 33,85 % pour Michel Barnier (UMP), 19,84 % pour Daniel Cohn-Bendit (Les Verts), 58,32 % de participation[43].
- Élections européennes de 2014 : 25,64 % pour Marielle de Sarnez (MoDem), 20,51 % pour Jean-Michel Dubois (FN), 56,99 % de participation[44].
- Élections européennes de 2019 : 26,16 % pour Nathalie Loiseau (LREM), 18,21 % pour Marine Le Pen (RN), 66,23 % de participation[45].

Élections régionales
Résultats des deux meilleurs scores :
- Élections régionales de 2004 : 47,26 % pour Jean-François Copé (UMP), 43,60 % pour Jean-Paul Huchon (PS), 78,45 % de participation[46].
- Élections régionales de 2010 : 61,60 % pour Valérie Pécresse (UMP), 38,40 % pour Jean-Paul Huchon (PS), 59,28 % de participation[47].
- Élections régionales de 2015 : 55,23 % pour Valérie Pécresse (UMP), 28,43 % pour Claude Bartolone (PS), 62,45 % de participation[48].

Élections cantonales et départementales
Résultats des deuxièmes tours :
- Élections cantonales de 2001 : données manquantes.
- Élections cantonales de 2008 : 79,19 % pour Christian Schoettl (DVD) élu au premier tour, 14,32 % pour Mouna Mathari (PS), 75,51 % de participation[49].

Élections municipales
Compte tenu de la taille de la commune, son conseil municipal est élu au scrutin majoritaire plurinominal. De ce fait, l'indication des deux élus ayant remporté le plus de suffrages n'est pas significative.
Référendums
- Référendum de 2000 relatif au quinquennat présidentiel : 71,10 % pour le Oui, 28,90 % pour le Non, 53,21 % de participation[50].
- Référendum de 2005 relatif au traité établissant une Constitution pour l’Europe : 63,29 % pour le Oui, 36,71 % pour le Non, 82,83 % de participation[51].

### Politique locale
Lors des élections municipales de 2020 dans l'Essonne, le conseil municipal a été constitué dès le premier tour du scrutin, avec 473 inscrits, 240 votants, 228 suffrages exprimés et 12 blancs et nuls.
En pleine pandémie de maladie à coronavirus de 2019-2020, et durant la période de confinement de la population ordonnée par le gouvernement, alors que celui-ci avait communiqué sa décision de reporter l'élection des maires au-delà de cette période, le maire sortant, Christian Schoettl, a néanmoins pris la décision de convoquer le nouveau conseil municipal le samedi 21 mars 2020. Lors de cette séance, il a été réélu maire de Janvry pour la mandature 2020-2026,.

### Liste des maires
| Période                                  | Période                    | Identité           | Étiquette | Qualité                                                                               |
| ---------------------------------------- | -------------------------- | ------------------ | --------- | ------------------------------------------------------------------------------------- |
| Les données manquantes sont à compléter. |                            |                    |           |                                                                                       |
| 1989                                     | En cours (au 22 mars 2020) | Christian Schoettl | NC/LC     | Antiquaire Conseiller général de Limours (1994 → 2009) Réélu pour le mandat 2020-2026 |

## Équipements et services publics

### Enseignement
Les élèves de Janvry sont rattachés à l’académie de Versailles.
La commune dispose en 2010 d’une école primaire publique.
Les élèves sont ensuite orientés vers le collège Jean Monnet à Briis-sous-Forges et le lycée Jules Verne à Limours.
Hors périodes scolaires, les enfants sont pris en charge par le centre de loisirs intercommunal de Soucy à Fontenay-lès-Briis.

### Santé
Une infirmière libérale est installée dans la commune.

### Justice, sécurité, secours et défense
La sécurité est assurée par la brigade de gendarmerie et du centre de secours de Limours.

## Population et société

### Démographie

#### Évolution démographique
L'évolution du nombre d'habitants est connue à travers les recensements de la population effectués dans la commune depuis 1793. Pour les communes de moins de 10 000 habitants, une enquête de recensement portant sur toute la population est réalisée tous les cinq ans, les populations de référence des années intermédiaires étant quant à elles estimées par interpolation ou extrapolation. Pour la commune, le premier recensement exhaustif entrant dans le cadre du nouveau dispositif a été réalisé en 2004.

En 2022, la commune comptait 649 habitants, en évolution de +1,88 % par rapport à 2016 (Essonne : +2,89 %, France hors Mayotte : +2,11 %).
| 1793 | 1800 | 1806 | 1821 | 1831 | 1836 | 1841 | 1846 | 1851 |
| ---- | ---- | ---- | ---- | ---- | ---- | ---- | ---- | ---- |
| 335  | 299  | 306  | 271  | 367  | 369  | 383  | 342  | 345  |

| 1856 | 1861 | 1866 | 1872 | 1876 | 1881 | 1886 | 1891 | 1896 |
| ---- | ---- | ---- | ---- | ---- | ---- | ---- | ---- | ---- |
| 363  | 385  | 411  | 399  | 394  | 397  | 417  | 396  | 400  |

| 1901 | 1906 | 1911 | 1921 | 1926 | 1931 | 1936 | 1946 | 1954 |
| ---- | ---- | ---- | ---- | ---- | ---- | ---- | ---- | ---- |
| 406  | 394  | 419  | 373  | 365  | 327  | 326  | 283  | 307  |

| 1962 | 1968 | 1975 | 1982 | 1990 | 1999 | 2004 | 2006 | 2009 |
| ---- | ---- | ---- | ---- | ---- | ---- | ---- | ---- | ---- |
| 327  | 302  | 459  | 432  | 487  | 530  | 605  | 626  | 594  |

| 2014 | 2019 | 2022 | - | - | - | - | - | - |
| ---- | ---- | ---- | - | - | - | - | - | - |
| 637  | 635  | 649  | - | - | - | - | - | - |

L’évolution démographique de Janvry est caractéristique de celle d’un village rural, avec trois cent trente-cinq habitants comptabilisés lors du premier recensement des personnes en 1793, suivi d’un développement chaotique avec une chute à deux cent soixante et onze habitants en 1821, année du plus bas niveau démographique, plus de trois cent quatre-vingts habitants en 1841, chiffre quasiment égal vingt ans plus tard malgré une chute intermédiaire, le seuil des quatre cents habitants franchi au début du XXe siècle avant une nouvelle chute consécutive à la Première Guerre mondiale, chute répétée en 1946 après la Seconde Guerre mondiale pour n’atteindre que deux cent quatre-vingt-trois résidents permanents.
S’ensuivit une progression lente et régulière à partir des années 1950 pour atteindre le pic démographique de six cent vingt-six habitants en 2006 avant une nouvelle baisse relevée lors des derniers recensements.
Avec seulement 1,7 % d’étrangers dans la commune en 1999, l’immigration compte pour une part marginale dans le développement démographique de la commune.[Passage à actualiser]

#### Pyramide des âges
En 2018, le taux de personnes d'un âge inférieur à 30 ans s'élève à 32,6 %, soit en dessous de la moyenne départementale (39,9 %). À l'inverse, le taux de personnes d'âge supérieur à 60 ans est de 24,1 % la même année, alors qu'il est de 20,1 % au niveau départemental.
En 2018, la commune comptait 315 hommes pour 321 femmes, soit un taux de 50,47 % de femmes, légèrement inférieur au taux départemental (51,02 %).
Les pyramides des âges de la commune et du département s'établissent comme suit.
| Hommes | Classe d’âge | Femmes |
| ------ | ------------ | ------ |
| 0,6    | 90 ou +      | 0,9    |
| 4,4    | 75-89 ans    | 6,2    |
| 19,0   | 60-74 ans    | 16,9   |
| 27,0   | 45-59 ans    | 26,6   |
| 14,3   | 30-44 ans    | 18,7   |
| 15,2   | 15-29 ans    | 12,5   |
| 19,4   | 0-14 ans     | 18,1   |

| Hommes | Classe d’âge | Femmes |
| ------ | ------------ | ------ |
| 0,5    | 90 ou +      | 1,4    |
| 5,4    | 75-89 ans    | 7,2    |
| 12,9   | 60-74 ans    | 13,9   |
| 20     | 45-59 ans    | 19,4   |
| 19,9   | 30-44 ans    | 20,1   |
| 20     | 15-29 ans    | 18,2   |
| 21,3   | 0-14 ans     | 19,8   |

### Manifestations culturelles et festivités
Janvry est connu pour être un village à part[C'est-à-dire ?] et propose un certain nombre d'événements tout au long de l'année.
Depuis 2009, lorsque l'hiver est suffisamment froid, une station de ski nommée Janvoriaz est installée sur la commune. La commune a en effet acheté un canon à neige et installe une piste de 90 mètres par 400 mètres quand le temps permet de faire fonctionner le canon. La dernière édition en 2018 a accueilli 4 000 skieurs.
Durant les deux mois d'été, la petite ferme de Janvry est aménagée avec du sable, des palmiers et une buvette pour l'opération Janvry Plage.
Durant les fêtes de fin d'année, Janvry organise le marché de noël, troisième en île-de-France. Lors de sa 26e édition, qui a lieu le dernier week-end de novembre 2022 et le premier de décembre, les organisateurs escomptent la visite de 10 000 personnes.
Toute l'année le parc animalier permet d'observer des animaux courants sous ces latitudes et d'autres plus exotiques comme des lamas, un watusi, des dromadaires et un wallaby blanc.

### Sports et loisirs
En 2012, la commune dispose sur son territoire d’un terrain de tennis et d’un vaste parcours de golf.
L’association sportive de Janvry organise des cours de tennis et gymnastique. Dans le domaine du château de Janvry sont organisées des chasses et des ball-traps..

### Cultes

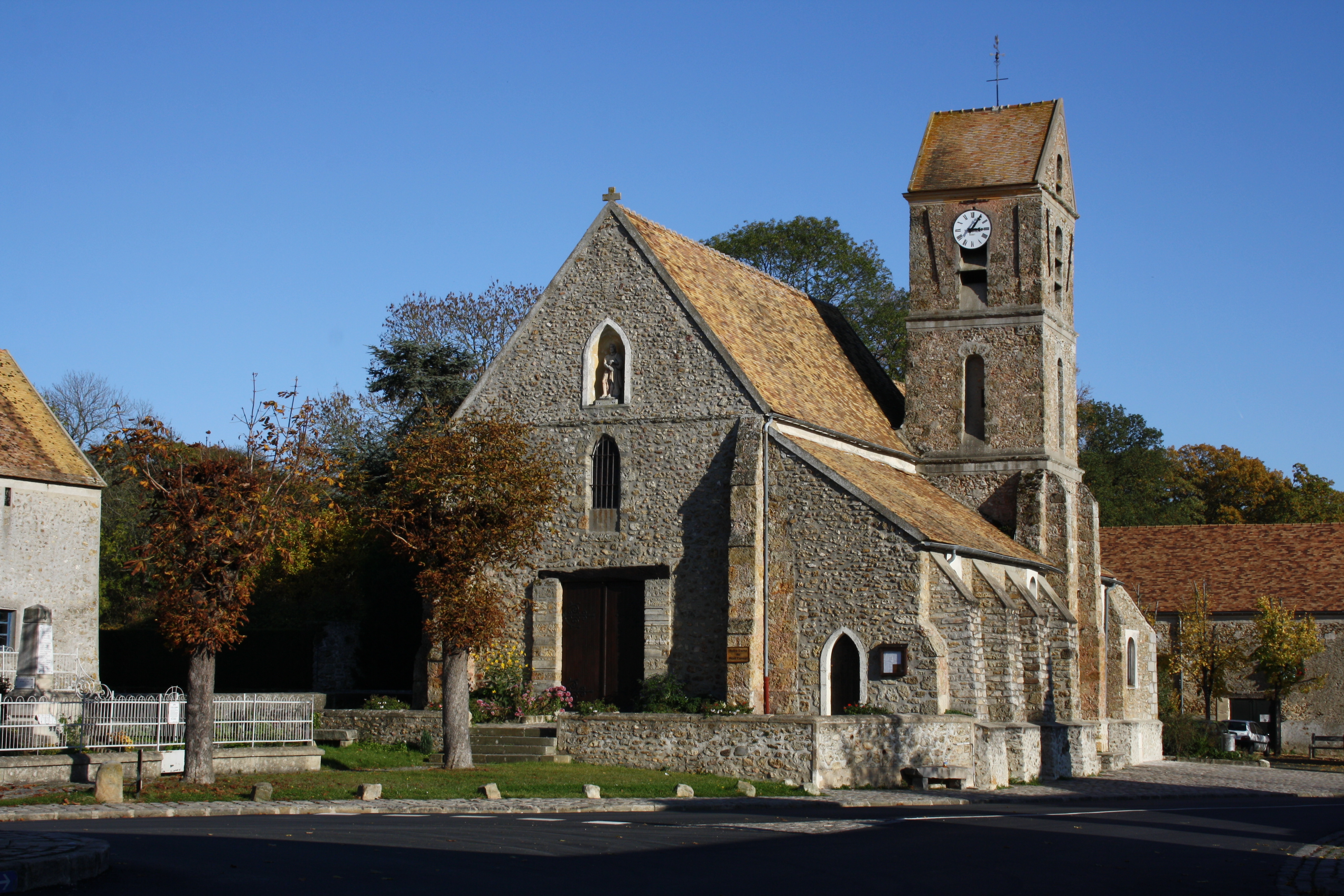
L’église Notre-Dame-du-Mont-Carmel.

La paroisse catholique de Janvry est rattachée au secteur pastoral de Limours et au diocèse d'Évry-Corbeil-Essonnes. Elle dispose de l’église Notre-Dame-du-Mont-Carmel.

### Médias
L’hebdomadaire Le Républicain relate les informations locales. La commune est en outre dans le bassin d’émission des chaînes de télévision France 3 Paris Île-de-France Centre, IDF1.

## Économie
La commune de Janvry est rattachée au bassin d'emploi d’Orsay, qui compte vingt-cinq communes et en 1999 125 975 habitants, les résidents de Janvry représentant  alors 0,42 % de la population totale.
L’agriculture reste la principale activité économique sur le territoire communal avec en 2000 quatre exploitations subsistant, exploitant quatre cent soixante hectares de culture dont près de deux cent quatre-vingts de grande culture céréalière.
En 2011, trente-deux entreprises sont actives sur le territoire communal dont vingt-sept dans le secteur tertiaire, offrant en 2009 plus de cent dix emplois. Cependant, cette même année, le taux de chômage atteignait 6,7 % de la population active de la commune et près de 90 % des habitants travaillent dans une autre commune.

### Emplois, revenus et niveau de vie
Le niveau de vie des habitants étaient en 2009 relativement élevé avec peu de disparité : seulement un quart de la population n’est pas assujetti à l’impôt sur le revenu et le revenu net moyen des résidents s’éleve à 42 953 €. Plus de 85 % des habitants sont alors propriétaires de leur logement, une maison individuelle dans plus de 90 % des cas. En 2006, le revenu fiscal médian par ménage est de 25 438 €, ce qui place la commune au 359e rang parmi les 30 687 communes de plus de cinquante ménages que compte alors le pays et au trente-et-unième rang départemental.
| Répartition des emplois par catégories socioprofessionnelles en 2006. |              |                                           |                                                   |                            |                          |                           |
|                                                                       | Agriculteurs | Artisans, commerçants, chefs d’entreprise | Cadres et professions intellectuelles supérieures | Professions intermédiaires | Employés                 | Ouvriers                  |
| Janvry                                                                | -            | -                                         | -                                                 | -                          | -                        | -                         |
| Zone d’emploi d’Orsay                                                 | 0,2 %        | 3,7 %                                     | 36,2 %                                            | 26,2 %                     | 21,4 %                   | 12,3 %                    |
| Moyenne nationale                                                     | 2,2 %        | 6,0 %                                     | 15,4 %                                            | 24,6 %                     | 28,7 %                   | 23,2 %                    |
| Répartition des emplois par secteurs d’activités en 2006.             |              |                                           |                                                   |                            |                          |                           |
|                                                                       | Agriculture  | Industrie                                 | Construction                                      | Commerce                   | Services aux entreprises | Services aux particuliers |
| Janvry                                                                | -            | -                                         | -                                                 | -                          | -                        | -                         |
| Zone d’emploi d’Orsay                                                 | 1,0 %        | 13,4 %                                    | 3,8 %                                             | 18,1 %                     | 30,5 %                   | 5,4 %                     |
| Moyenne nationale                                                     | 3,5 %        | 15,2 %                                    | 6,4 %                                             | 13,3 %                     | 13,3 %                   | 7,6 %                     |
| Sources : Insee,                                                      |              |                                           |                                                   |                            |                          |                           |

## Culture locale et patrimoine

### Lieux et monuments
- Le château de Janvry des XVIIe et XIXe siècles a été inscrit aux monuments historiques le 11 mai 1981[80],[81].

- Cinq fermes importantes subsistent dont l’une, au centre du village, dispose d’une halle de chargement[82].
- L’église paroissiale Notre-Dame-du-Mont-Carmel fut construite au XIIIe siècle et presque totalement reconstruite au XVIIe siècle[83],[84].
- L’école-mairie fut construite en 1869[85].
- La maison appelée La Chanson date de cette même époque, elle a appartenu au chansonnier Charles Vincent et au chanteur Fédor Chaliapine[86].
- Le centre d’art international, constitué de deux maisons d’artistes de style moderne édifiées par Henri Mouette et Pierre Szekely dans les années 1970, dont une pour sa femme Véra Szekely[87].

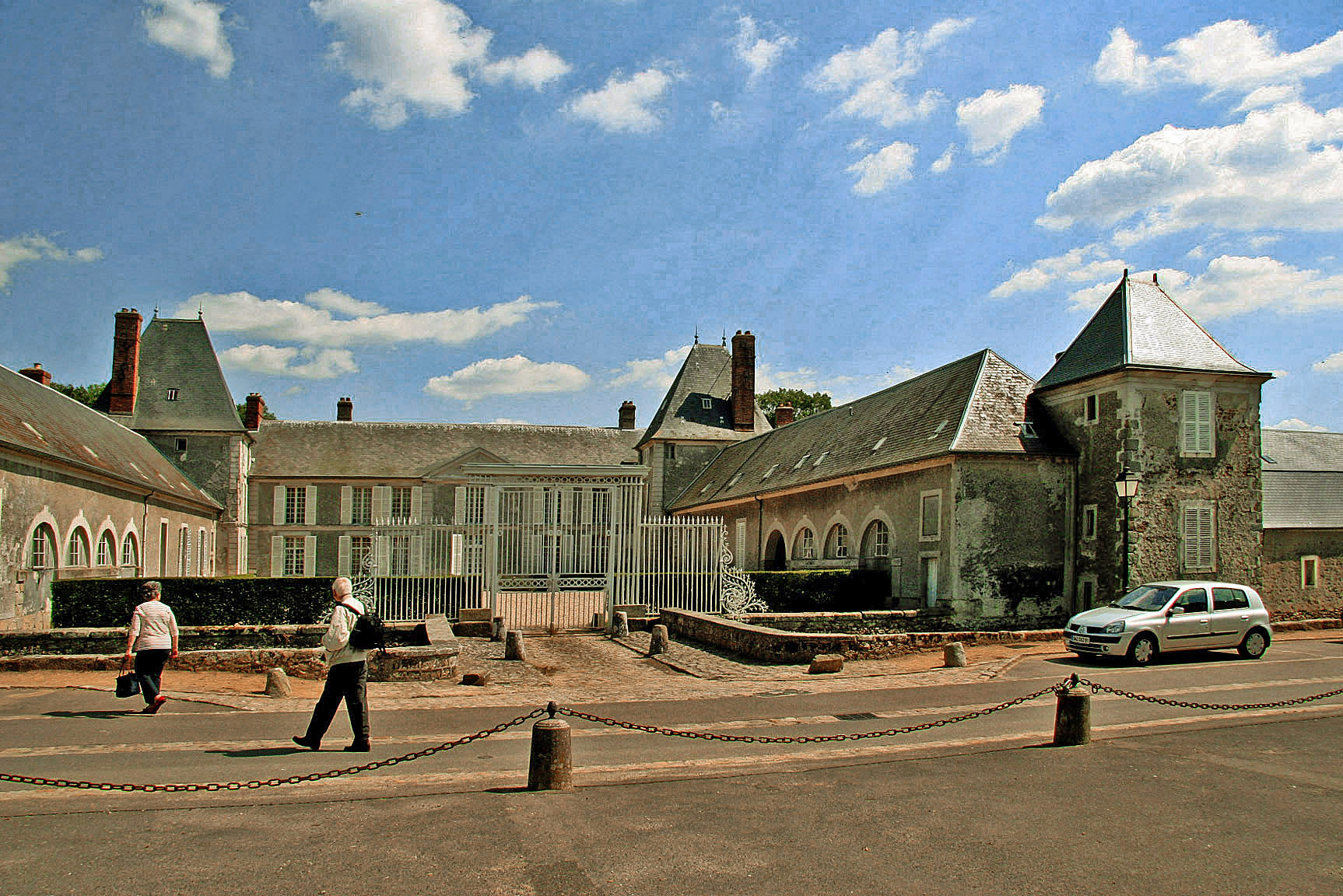
Le château de Janvry.
Le centre d’art international.

### Personnalités liées à la commune
Différents personnages publics sont nés, décédés ou ont vécu à Janvry :
- André Haudry (1688-1769), fermier général, en est le seigneur.
- Louis de Noailles (1713-1793), maréchal de France, en est le seigneur.
- Charles Vincent (1828-1888), chansonnier, y a habité.
- Fédor Chaliapine (1873-1938), chanteur d’opéra et acteur russe y a habité.
- Vera Székely (1919-1994), nageuse hongroise, puis artiste peintre, céramiste et sculptrice, a occupé à Mulleron une maison-atelier conçue par l'architecte Henri Mouette, de 1972 jusqu'à sa mort[88].

.

### Janvry dans les arts et la culture
En juin 2018, Janvry représente la région Île-de-France dans l'émission de Stéphane Bern, le Village Préféré des français sur France 2.